# Ronphos
Die Republic of Nauru Phosphate Corporation, kurz Ronphos, ist eine staatliche Firma, welche den Abbau des Phosphats in Nauru kontrolliert. Sie ging 2005 aus der Nauru Phosphate Corporation (NPC; deutsch „Nauruische Phosphatgesellschaft“) hervor. Die Wirtschaft Naurus ist gänzlich abhängig vom Phosphatabbau, welcher zur Beeinträchtigung der Umwelt führte. Der Vorsitzende der NPC ist zurzeit Riddell Akua, der auch im nauruischen Parlament sitzt. Einer der früheren Vorsitzenden war René Harris, viermaliger Präsident von Nauru.

## Geschichte

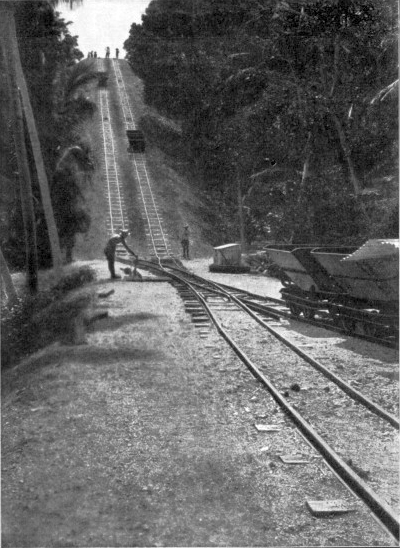
Drahtseilbahn der Phosphat-Gesellschaft 1908

1906 startete die von dem britischen Schiffsoffizier Albert Ellis gegründete Pazifische Phosphatkompanie mit Hilfe der deutschen Regierung den Phosphatabbau. Nach dem Ersten Weltkrieg wurde Nauru an Großbritannien, Australien und Neuseeland übergeben. Diese etablierten die Britischen Phosphatbeauftragten, welche die Rechte über das Phosphat übernahmen.
1967 kauften die Nauruer die Schürfrechte von den Britischen Phosphatbeauftragten auf. Am 1. Juli 1970 wurde die Firma gegründet und später von Nauru, das kurz zuvor die Unabhängigkeit erlangte, verstaatlicht. Die Regierung gibt den meisten Profit aus dem Abbau der nauruischen Bevölkerung. Fehlinvestitionen und korrupte Geschäfte ließen Nauru wenig Geld übrig. Der Staat versuchte beim UN-Gerichtshof, Australien für die jahrelange Ausbeutung der Phosphatfelder zu Entschädigungszahlungen zu zwingen, was teilweise gelang.
Der Export wurde 2000 weitgehend eingestellt, obwohl immer noch geringfügig Phosphat abgebaut wird. Seit Ende 2004 wird wieder vermehrt exportiert. Kürzlich wurden rund 800 Stellen, die Hälfte aller Arbeitskräfte, gestrichen, was einen Anstieg der Arbeitslosigkeit um etwa 10 Prozent bedeutete.